# Fabien Foret

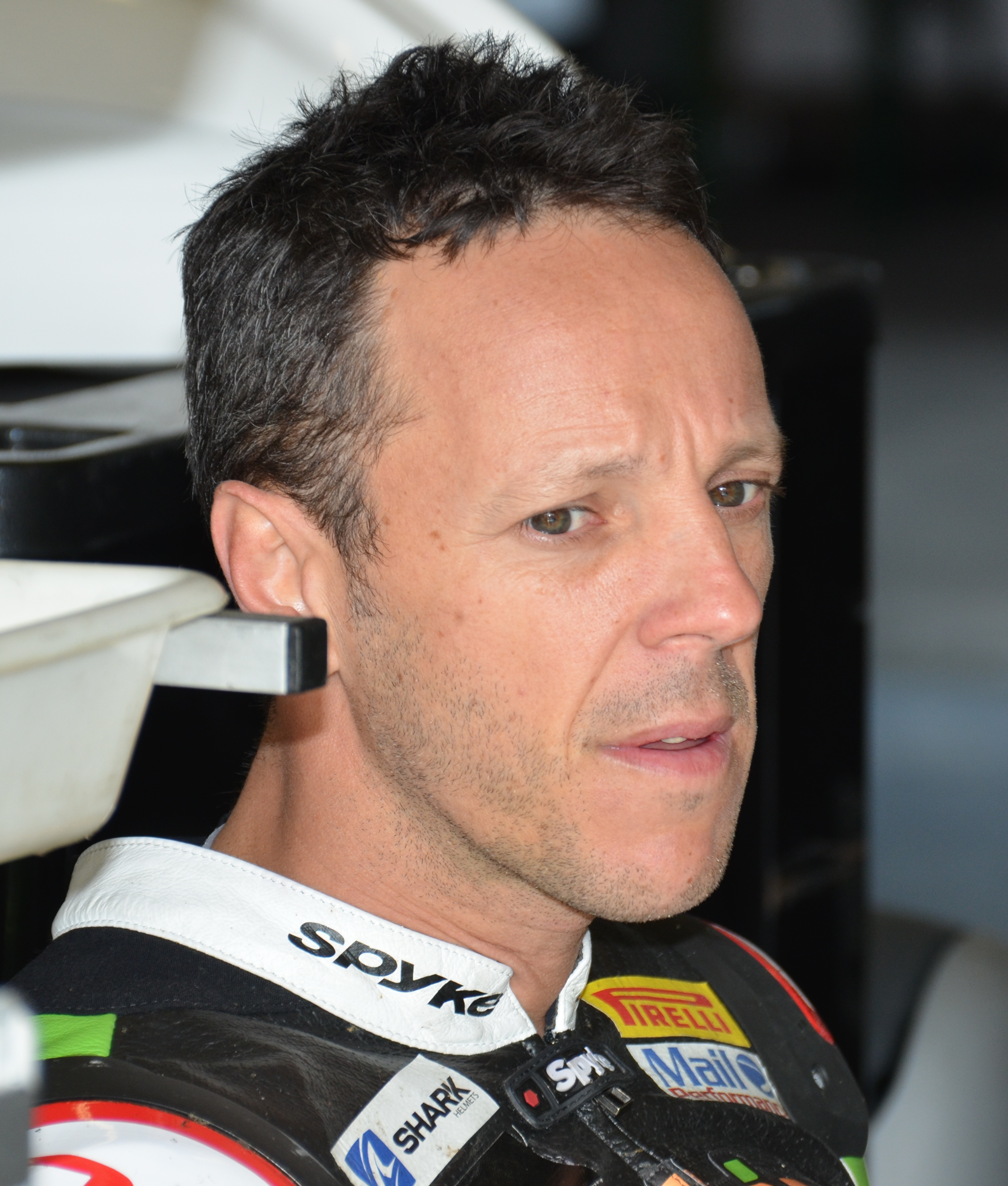
Fabien Foret in 2014.

Fabien Foret (Angoulême, 29 januari 1973) is een Frans motorcoureur. In 2002 werd hij kampioen in het wereldkampioenschap Supersport.

## Carrière
Foret begon zijn motorsportcarrière in 1991 in de Magnum MBK Europe. In 1994 debuteerde hij in het Franse 125 cc-kampioenschap, waarin hij vierde werd. Het daaropvolgende jaar werd hij kampioen in deze klasse. Vervolgens stapte hij over naar het Franse 750 cc-kampioenschap, waarin hij negende werd, voordat hij in 1997 als derde eindigde in het Franse Supersport-kampioenschap. Datzelfde jaar werd hij derde in het Franse 1000 cc-kampioenschap en eindigde hij als achtste in de Bol d'Or.
In 1998 kwam Foret uit in het Frans kampioenschap superbike, waarin hij achtste werd. Ook debuteerde hij in de 24 uur van Le Mans Moto, waarin hij derde werd. In 1999 eindigde hij als tweede in zowel het Frans kampioenschap Supersport, het Frans kampioenschap superbike en de Bol d'Or. Verder debuteerde hij in de FIM Superstock 1000 Cup, waarin hij in zijn enige race op het Autodromo Nazionale Monza een pole position en een snelste ronde behaalde. Ook maakte hij dat jaar zijn debuut in het wereldkampioenschap Supersport op een Yamaha tijdens de race op Brands Hatch. Vervolgens reed hij nog twee races in de klasse, maar scoorde geen kampioenschapspunten.
In 2000 won Foret zowel de 24 uur van Spa-Francorchamps en de Bol d'Or. Ook behaalde hij dat jaar zijn eerste podiumfinish in het WK Supersport op een Ducati in de race op Oschersleben. Met 23 punten werd hij negentiende in dit kampioenschap.
In 2001 reed Foret zijn eerste volledige seizoen in het WK Supersport voor het team Ten Kate Racing op een Honda. Hij behaalde zijn eerste zege op Oschersleben en voegde hier in de seizoensfinale op Imola nog een tweede overwinning aan toe. Met 90 punten werd hij achtste in de eindstand. Tevens werd hij dat jaar tweede in de 24 uur van Le Mans Moto en in de Bol d'Or.
In 2002 begon Foret het WK Supersport met een zege in Valencia. Ook wist hij races te winnen op Monza, Misano en Assen. Hiernaast stond hij ook op Sugo en Brands Hatch op het podium. Met 186 punten werd hij gekroond tot kampioen in de klasse. Het was tevens de eerste van zeven achtereenvolgende seizoenen dat de Supersport-kampioen uitkwam voor Ten Kate Racing.
In 2003 stapte Foret binnen het WK Supersport over naar een Kawasaki. Hierop wist hij zijn successen uit het voorgaande seizoen geen vervolg te geven, maar won hij wel een race op Misano. Met 64 punten werd hij negende in het eindklassement.
In 2004 keerde Foret terug naar een Yamaha, voor wie hij een podium scoorde in de seizoensopener op 2004, voordat hij op Silverstone een overwinning behaalde. Het jaar werd echter ook gekenmerkt door een grote hoeveelheid uitvalbeurten en een diskwalificatie op Monza. Daarnaast raakte hij geblesseerd tijdens een test op Brands Hatch. Met 66 punten werd hij zevende in het kampioenschap.
In 2005 kwam Foret op een Honda uit in het WK Supersport. Hij behaalde dat jaar een overwinning op Assen en stond ook op Phillip Island, Silverstone, Misano en Lausitz op het podium. Met 144 punten werd hij achter Sébastien Charpentier, Kevin Curtain en Katsuaki Fujiwara vierde in de rangschikking.
In 2006 maakte Foret zijn debuut in het wereldkampioenschap superbike op een Suzuki. Hij kende echter een moeizaam seizoen, waarin een tiende plaats op Misano zijn beste resultaat was. Na de daaropvolgende race op Brno werd hij dan ook vervangen door Max Neukirchner. Met 19 punten werd hij uiteindelijk twintigste in de eindstand. Tegen het einde van het jaar keerde hij terug in het WK Supersport, in eerste instantie als de vervanger van de geblesseerde Broc Parkes op een Yamaha in de race in Lausitz, waarin hij een podiumplaats behaalde. Daarna verving hij Maxime Berger op een Kawasaki in de seizoensfinale op Magny-Cours, maar behaalde in deze race de finish niet.
In 2007 keerde Foret terug als fulltime coureur in het WK Supersport, waarin hij wederom op een Kawasaki reed. Hij won een race op Phillip Island en stond ook op Assen, Monza en Brno op het podium. Met 128 punten werd hij achter Kenan Sofuoğlu en Broc Parkes derde in het klassement.
In 2008 kwam Foret in het WK Supersport uit als fabriekscoureur voor Yamaha. Hij kende een succesvolle start van het seizoen met zes top 5-finishes in de eerste zeven races, waaronder een podiumplaats in Valencia en een zege op Monza. Tijdens het weekend in Brno liep hij echter een blessure op, waardoor hij vier races moest missen. Met 111 punten werd hij toch nog zesde in de eindstand.
In 2009 won Foret op een Yamaha in het WK Supersport een race op Brno en behaalde hij podiumplaatsen in Monza en Imola. Met 123 punten werd hij vijfde in het klassement. In 2010 keerde hij terug naar een Kawasaki, waarop hij een teleurstellend seizoen kende. Een vierde plaats in Nürburg was dat jaar zijn beste klassering en hij werd met 65 punten dertiende in de rangschikking. Dat jaar reed hij ook een race in de Supersport-klasse van het Italiaans kampioenschap wegrace op Monza, waarin hij de pole position en de overwinning behaalde.
In 2011 keerde Foret binnen het WK Supersport terug naar het team Ten Kate Racing, voor wie hij wederom op een Honda reed. Hij won een race op Imola en stond in vijf andere races op het podium. Met 148 punten werd hij achter Chaz Davies en David Salom derde in het eindklassement.
In 2012 kwam Foret in het WK Supersport uit op een Kawasaki en won hij twee races op Imola en Brno. Met 171 punten werd hij achter Kenan Sofuoğlu, Jules Cluzel en Sam Lowes vierde in de eindstand. In 2013 won hij een race op Aragón en behaalde hij vier andere podiumplaatsen. Met 140 punten werd hij ditmaal derde in de eindstand, achter Lowes en Sofuoğlu.

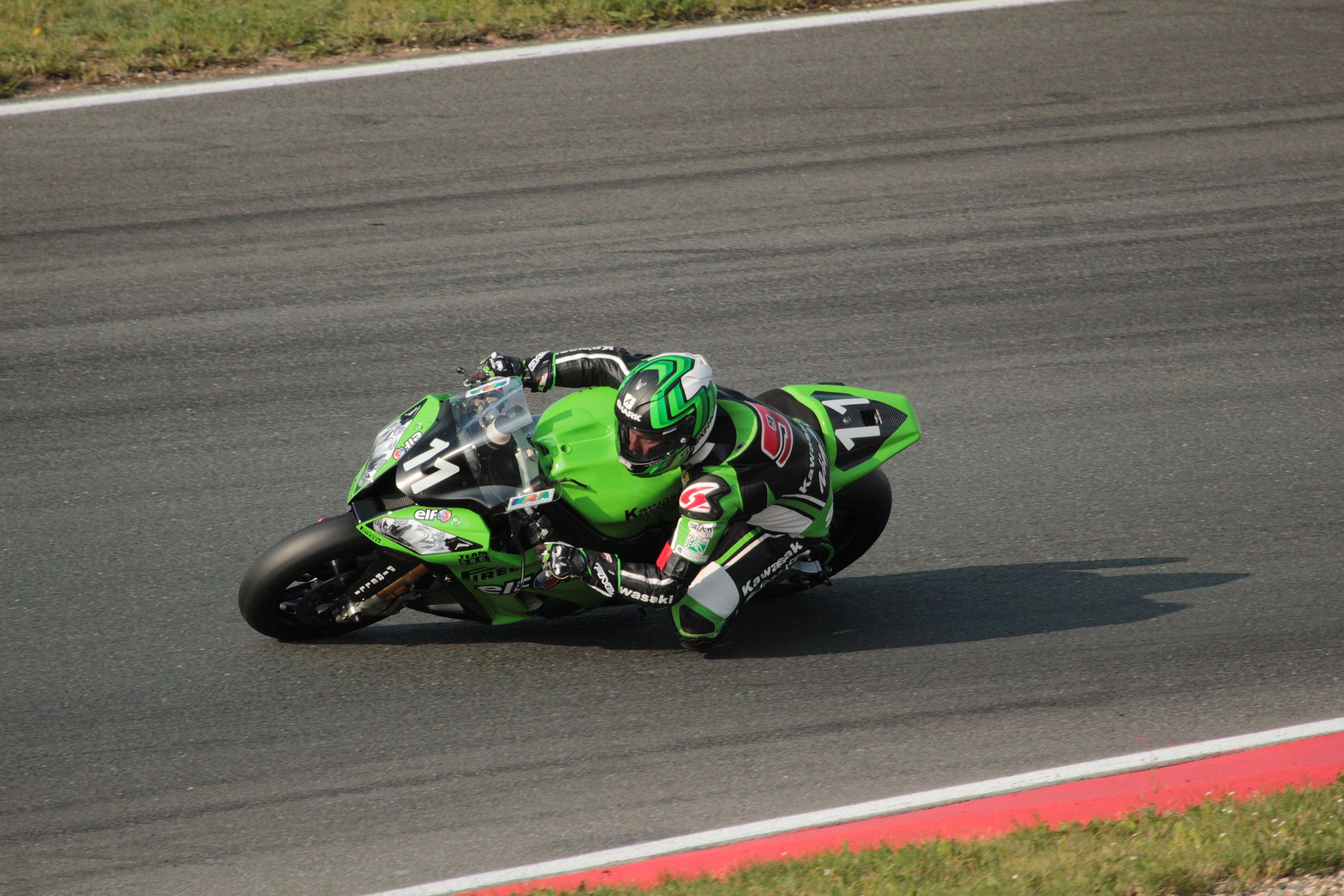
Fabien Foret op de Motorsport Arena Oschersleben in 2014.

In 2014 reed Foret voor het eerst sinds 2006 in het WK superbike, waarin hij ditmaal op een Kawasaki uitkwam. Hij kende wederom een lastig seizoen, waarin hij in de eerste acht raceweekenden niet verder kwam dan twee twaalfde plaatsen op Phillip Island en een op Donington. Na het weekend in Portimão verliet zijn team de klasse. Foret keerde wel terug voor zijn thuisrace op Magny-Cours als vervanger van Luca Scassa. Hier behaalde hij met een elfde plaats in de tweede race zijn beste klassering van het seizoen. Met 20 punten werd hij twintigste in het klassement. Daarnaast reed hij dat jaar twee races in het FIM Endurance World Championship (EWC) op een Kawasaki. Hij behaalde de pole position in de 24 uur van Le Mans Moto, maar wist hierin de race niet te finishen.

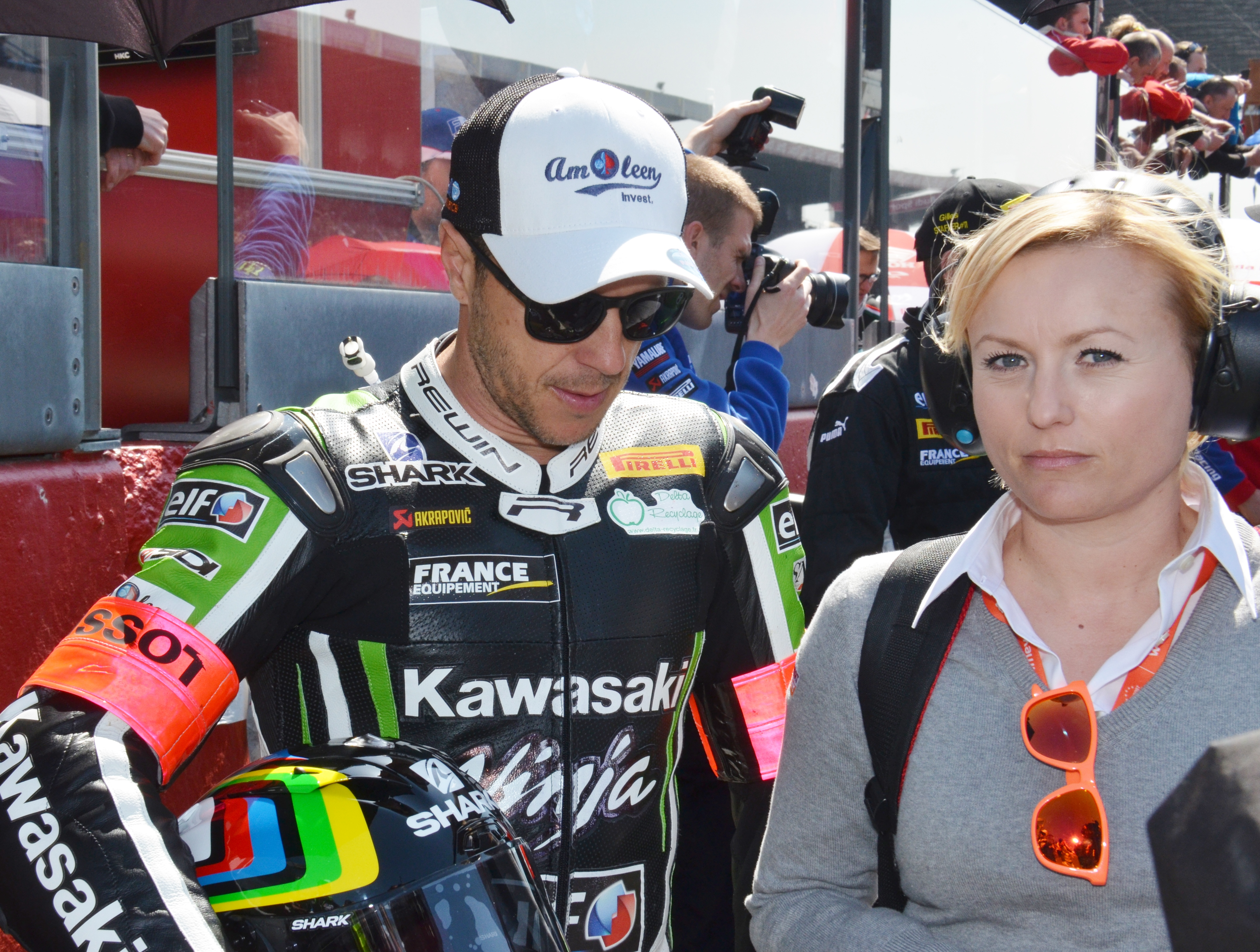
Fabien Foret tijdens de 24 uur van Le Mans Moto in 2015.

In 2015 reed Foret een volledig seizoen in het EWC op een Kawasaki. Hij werd tweede in de 24 uur van Le Mans Moto en won de Bol d'Or met zijn teamgenoten Grégory Leblanc en Matthieu Lagrive. Met 99 punten werd dit trio derde in het kampioenschap. In 2016 reed hij slechts twee races in de klasse, maar wist hij wel op Le Mans te winnen met Leblanc en Lagrive. Met 60 punten werd hij veertiende in het klassement. In het seizoen 2016-2017 nam hij wederom deel aan de klasse en werd hij tiende met 92 punten. Dit waren de laatste races van Foret als motorcoureur.